# Natalia Linares
Natalia Carolina Linares González (Valledupar, 3 gennaio 2003) è una lunghista e velocista colombiana.

## Record nazionali

### Under 23
- Salto in lungo: 6,87 m (vento: -1,2 m/s)  ( Székesfehérvár, 9 luglio 2024)

### Under 20
- Salto in lungo: 6,68 m (vento: +1,8 m/s)  ( Valledupar, 2 luglio 2022)

## Biografia
Veste per la prima volta la maglia della nazionale colombiana nel 2019, quando si classifica settima nel salto in lungo ai campionati sudamericani under 20 di Cali. L'anno successivo conquista la medaglia d'argento nei 60 metri piani e quella d'oro nei 200 metri piani su pista corta ai campionati sudamericani indoor di Cochabamba 2020.
Nel 2021 prende parte a diverse manifestazioni internazionali. Ai campionati sudamericani di Guayaquil si classifica quarta nei 100 metri piani e nel salto in lungo, riuscendo invece a conquistare la medaglia d'argento nella staffetta 4×100 metri. Ai campionati sudamericani under 20 di Lima riesce a ottenere tre medaglie d'oro nei 100 metri piani, nel salto in lungo e nella staffetta 4×100 metri. Ai campionati mondiali under 20 di Nairobi si classifica dodicesima nel salto in lungo. Ai Giochi panamericani under 23 di Cali è medaglia di bronzo nei 100 metri piani, medaglia d'argento nel salto in lungo e medaglia d'oro nella staffetta 4×100 metri.
Nel 2022 sale sul gradino più alto del podio del salto in lungo ai Giochi bolivariani, mentre ai campionati mondiali under 20 di Cali e ai Giochi sudamericani di Asunción conquista la medaglia d'argento nel medesimo concorso.
Nel 2023 registra la migliore prestazione sudamericana under 23 (oltre al record dei Giochi) nel salto in lungo ai Giochi centramericani e caraibici di San Salvador classificandosi prima con la misura di 6,86 m. Lo stesso anno si classifica quarta nei 100 metri piani ai campionati sudamericani di San Paolo in Brasile e prende parte ai campionati mondiali di Budapest, senza però riuscire a superare i gruppi di qualificazione per l'approdo alla finale. Infine, è medaglia d'oro nel salto in lungo ai Giochi panamericani di Santiago del Cile, dove si classifica anche sesta nella staffetta 4×100 metri.
Nel 2024, dopo aver conquistato la medaglia di bronzo nel salto in lungo ai campionati sudamericani indoor di Cochabamba, partecipa ai campionati mondiali indoor di Glasgow, classificandosi dodicesima nel salto in lungo. È medaglia d'oro ai campionati ibero-americani di Cuiaba e, sempre nel salto in lungo, si qualifica per i Giochi olimpici di Parigi, dove si ferma ai turni di qualificazione.
Nel 2025 conquista la medaglia d'oro nel salto in lungo ai campionati sudamericani indoor di Cochabamba (con la misura di 6,64 m, nuovo record nazionale e dei campionati) e ai campionati sudamericani all'aperto di Mar del Plata, mentre ai Giochi mondiali universitari di Bochum si piazza sul gradino più basso del podio.

## Progressione

### 100 metri piani
| Stagione | Tempo            | Luogo               | Data       | Rank. Mond. |
| -------- | ---------------- | ------------------- | ---------- | ----------- |
| 2024     | 11"62 (-2,1 m/s) | Bogotà              | 20-4-2024  |             |
| 2023     | 11"34 (+0,5 m/s) | Armenia             | 20-10-2023 |             |
| 2022     | 11"66 (+0,5 m/s) | Concepción          | 22-10-2022 |             |
| 2021     | 11"52 (+0,4 m/s) | Bogotà              | 20-3-2021  |             |
| 2020     | 11"62 (+1,0 m/s) | Quito               | 12-12-2020 |             |
| 2019     | 11"90 (+1,6 m/s) | Cartagena de Indias | 25-11-2019 |             |
| 2018     | 12"85 (-0,2 m/s) | Orlando             | 10-7-2018  |             |

### Salto in lungo
| Stagione | Misura            | Luogo          | Data       | Rank. Mond. |
| -------- | ----------------- | -------------- | ---------- | ----------- |
| 2025     | 6,70 m (+0,3 m/s) | Ibagué         | 8-3-2025   |             |
| 2024     | 6,87 m (-1,2 m/s) | Székesfehérvár | 9-7-2024   |             |
| 2023     | 6,86 m (+1,6 m/s) | San Salvador   | 3-7-2023   |             |
| 2022     | 6,68 m (+1,8 m/s) | Valledupar     | 2-7-2022   |             |
| 2021     | 6,33 m (+0,9 m/s) | Guayaquil      | 29-5-2021  |             |
| 2020     | 6,41 m (-1,2 m/s) | Quito          | 13-12-2020 |             |
| 2019     | 5,43 m (+1,2 m/s) | Cali           | 15-6-2019  |             |
| 2018     | 5,46 m (0,0 m/s)  | Medellín       | 28-4-2018  |             |

## Palmarès
| Anno | Manifestazione                   | Sede          | Evento         | Risultato      | Prestazione | Note                                                          |
| ---- | -------------------------------- | ------------- | -------------- | -------------- | ----------- | ------------------------------------------------------------- |
| 2019 | Campionati sudamericani under 20 | Cali          | Salto in lungo | 7ª             | 5,43 m      |                                                               |
| 2020 | Campionati sudamericani indoor   | Cochabamba    | 60 m piani     | Argento        | 7"42        | Record nazionale                                              |
| 2020 | Campionati sudamericani indoor   | Cochabamba    | 200 m piani    | Oro            | 24"19       | Record dei campionati                                         |
| 2021 | Campionati sudamericani          | Guayaquil     | 100 m piani    | 4ª             | 11"55       |                                                               |
| 2021 | Campionati sudamericani          | Guayaquil     | Salto in lungo | 4ª             | 6,33 m      |                                                               |
| 2021 | Campionati sudamericani          | Guayaquil     | 4×100 m        | Argento        | 45"61       |                                                               |
| 2021 | Campionati sudamericani under 20 | Lima          | 100 m piani    | Oro            | 11"68       |                                                               |
| 2021 | Campionati sudamericani under 20 | Lima          | Salto in lungo | Oro            | 6,14 m      |                                                               |
| 2021 | Campionati sudamericani under 20 | Lima          | 4×100 m        | Oro            | 46"35       |                                                               |
| 2021 | Campionati mondiali under 20     | Nairobi       | Salto in lungo | 12ª            | 5,66 m      |                                                               |
| 2021 | Giochi panamericani under 23     | Cali          | 100 m piani    | Bronzo         | 11"60       |                                                               |
| 2021 | Giochi panamericani under 23     | Cali          | Salto in lungo | Argento        | 6,27 m      |                                                               |
| 2021 | Giochi panamericani under 23     | Cali          | 4×100 m        | Oro            | 43"59       | Miglior prestazione sudamericana under 23                     |
| 2022 | Giochi bolivariani               | Valledupar    | Salto in lungo | Oro            | 6,79 m      | w                                                             |
| 2022 | Campionati mondiali under 20     | Cali          | Salto in lungo | Argento        | 6,59 m      |                                                               |
| 2022 | Giochi sudamericani              | Asunción      | Salto in lungo | Argento        | 6,43 m      |                                                               |
| 2023 | Giochi CAC                       | San Salvador  | Salto in lungo | Oro            | 6,86 m      | Record dei Giochi · Miglior prestazione sudamericana under 23 |
| 2023 | Campionati sudamericani          | San Paolo     | 100 m piani    | 4ª             | 11"43       |                                                               |
| 2023 | Campionati mondiali              | Budapest      | Salto in lungo | Qualificazione | 6,38 m      |                                                               |
| 2023 | Giochi panamericani              | Santiago      | Salto in lungo | Oro            | 6,66 m      |                                                               |
| 2023 | Giochi panamericani              | Santiago      | 4×100 m        | 6ª             | 44"79       |                                                               |
| 2024 | Campionati sudamericani          | Cochabamba    | Salto in lungo | Bronzo         | 6,32 m      |                                                               |
| 2024 | Campionati mondiali indoor       | Glasgow       | Salto in lungo | 12ª            | 6,33 m      |                                                               |
| 2024 | World Relays                     | Nassau        | 4×100 m        | Ripescaggio    | 43"92       |                                                               |
| 2024 | Campionati ibero-americani       | Cuiaba        | Salto in lungo | Oro            | 6,82 m      |                                                               |
| 2024 | Giochi olimpici                  | Parigi        | Salto in lungo | Qualificazione | 6,40 m      |                                                               |
| 2025 | Campionati sudamericani indoor   | Cochabamba    | Salto in lungo | Oro            | 6,64 m      | Record dei campionati · Record nazionale                      |
| 2025 | Campionati sudamericani          | Mar del Plata | Salto in lungo | Oro            | 6,81 m      | w                                                             |
| 2025 | Giochi mondiali universitari     | Reno-Ruhr     | Salto in lungo | Bronzo         | 6,67 m      |                                                               |

## Campionati nazionali
- 2 volte campionessa colombiana assoluta dei 100 metri piani (2021, 2023)
- 1 volta campionessa colombiana assoluta del salto in lungo (2024)
- 1 volta campionessa colombiana under 23 dei 100 metri piani (2021)
- 1 volta campionessa colombiana under 23 dei 200 metri piani (2021)
- 1 volta campionessa colombiana under 23 del salto in lungo (2021)
- 1 volta campionessa colombiana under 20 dei 100 metri piani (2022)
- 2 volte campionessa colombiana under 20 del salto in lungo (2019, 2022)
- 1 volta campionessa colombiana under 18 dei 100 metri piani (2019)
- 1 volta campionessa colombiana under 18 dei 200 metri piani (2019)

2019
- Oro ai campionati colombiani under 20, salto in lungo - 5,20 m (vento: -0,6 m/s)
- Oro ai campionati colombiani under 18, 100 m piani - 12"19 (vento: +1,4 m/s)
- Oro ai campionati colombiani under 18, 200 m piani - 25"14 (vento: -0,3 m/s)

2021
- Oro ai campionati colombiani assoluti, 100 m piani - 11"53 (vento: -0,4 m/s)
- In finale ai campionati colombiani assoluti, 200 m piani - squalificata
- Bronzo ai campionati colombiani assoluti, salto in lungo - 5,76 m (vento: +1,4 m/s)
- Oro ai campionati colombiani under 23, 100 m piani - 11"54 (vento: +2,5 m/s; w)
- Oro ai campionati colombiani under 23, 200 m piani - 23"43 (vento: +2,3 m/s; w)
- Oro ai campionati colombiani under 23, salto in lungo - 6,37 m (vento: +4,7 m/s; w)

2022
- Oro ai campionati colombiani under 20, 100 m piani - 11"74 (vento: +0,1 m/s)
- Oro ai campionati colombiani under 20, salto in lungo - 6,52 m (vento: -0,2 m/s)

2023
- Oro ai campionati colombiani assoluti, 100 m piani - 11"34 (vento: +0,5 m/s)

2024
- Oro ai campionati colombiani assoluti, salto in lungo - 6,70 m (vento: +0,9 m/s)

## Altre competizioni internazionali
2024
- 6ª al Meeting de Paris ( Parigi), salto in lungo - 6,62 m (vento: +0,4 m/s)